# Anton Birtič
Anton Birtič, slovenski pevec narodnozabavne glasbe,  
pesnik in skladatelj, * 26. maj 1924, Mečana, Beneška Slovenija, † 6. april 2009, Mečana. 

## Življenje in delo
Rodil se je v Nadiški dolini v Mečani (Mezzana). Ljudsko šolo je obiskoval v Petjaku (Ponteacco) in Trčetu (Tarcetta). Glasbeno se je izobraževal v Čedadu in Ljubljani, kjer je obiskoval Pedagoško akademijo. Med vojno je bil v partizanih.
Prve skladbe je napisal, ko je obiskoval glasbeno šolo v Čedadu. Leta 1952 je v Ljubljani ustanovil ansambel Beneški fantje, s katerimi je veliko nastopal na radiu in televiziji. Pisal je razne male skladbe za harmoniko. Uglasbil je celo vrsto beneških pesmi, svojih izvirnih in pesmi drugih avtorjev. Prosvetno društvo Ivan Trinko iz Čedada je leta 1966 izdalo pesniško zbirko Oj, božime v kateri so zbrane Birtičeve pesmi, pesmi drugih avtorjev in narodne pesmi  beneških Slovencev. Zbirko je zbral in uredil Anton Birtič. V knjigo je vključil 66 narodnih pesmi, 4 pesmi Petra Podreke, 42 svojih, 5 Ivana Trinka, 10 Izidorja Predana, 4 Valentina Birtiča in 4 pesmi ostalih članov ansambla Beneški fantje.
Leta 1971 je ustanovil in urejal glasbeno zbirko Beneška Slovenija poje in igra, 1974 pa pevski zbor Nediški poubje.